# 금안동 동계 일괄문서
금안동 동계 일괄문서(金安洞 洞契 一括文書)는 전라남도 나주시 노안면에 있다. 2006년 12월 30일 나주시의 향토문화유산 제2호로 지정되었다.